# Pseudopallene watsonae
Pseudopallene watsonae is een zeespin uit de familie Callipallenidae. De soort behoort tot het geslacht Pseudopallene. Pseudopallene watsonae werd in 2004 voor het eerst wetenschappelijk beschreven door Staples. 